# Chris Daughtry
Christopher Adam Daughtry (ˈdɔːtri) (Roanoke Rapids, 1979. december 26. –) amerikai énekes, rockzenész, színész és képregényillusztrátor. A Daughtry hard rock együttes énekes-frontembere és gitárosa.

## Pályafutása
16 éves kora óta énekel, a gimnáziumi évei alatt egy Cadence, később pedig egy Absent Element nevű együttes énekese és gitárosa volt. 2006-ban az American Idol tehetségkutató műsor ötödik évadába jelentkezett, és egészen a fináléig jutott, ahol végül a 4. helyet szerezte meg. 
Ezt követően alapította meg a saját maga után elnevezett Daughtry együttest, amelynek első, saját maga után elnevezett albuma még ebben az évben megjelent, és a Billboard 200 lista legelső helyét szerezte meg, több mint 6 millió példányban kelt el (ezzel hatszoros platina státuszt szerezve), és a leggyorsabban fogyó rockzenei album lett, amelyet debütáló együttes adott ki. Chris Daughtry mostanra az egyetlen alapító tag, aki még tagja az együttesnek. 
Zenekarával nyolc stúdióalbuma jelent meg, összesen több mint 9 millió eladott példánnyal. Együttese mellett szólózenészként is aktív, emellett színészkedik is, feltűnt a CSI: NY 5. évadában többek között. Képregényeket is rajzol, nagy rajongója Batmannek, egyik munkája a Batman (Volume 2) #50 képregény borítója volt.

## Magánélete
Keresztény vallású. 2000 óta házas Deanna Daughtry-val. Négy gyermeke van, két mostohagyermeke (Hannah és Griffin) közül Hannah 2021-ben öngyilkos lett. Két saját gyermeke Adalynn Rose és Noah James.